# Exenterus affinis
Exenterus affinis là một loài tò vò trong họ Ichneumonidae.